# Бальестерос, Марита
Мария де лас Мерседес Бальестерос (исп. María de las Mercedes Ballesteros, род. 14 сентября 1950, Ла-Плата) ― аргентинская актриса кино, театра и телевидения.

## Карьера
В 1977 году состоялся её дебют как актрисы в аргентинском сериале «Чудо-женщина», который принёс ей славу. В 1980 году Бальестерос сыграла в комедии «Операция Команда». Она участвовала в телевизионной программе «Научиться жить».
Мария сыграла во множестве сериалов, среди которых «Титаны на ринге наносят ответный удар», «Любить дикого», «Только один человек», «Волк», «За любовь», «Мануэла», «Новолуния», «Леандро Лейва, мечтатель». Она также пробовала себя в театре в пьесах «Три сестры», «Вариации Голдберга», «Загадки времени», «Счастье».
В 1993 году сыграла в сериале «У любви есть женское лицо». Затем последовала роль Росарио в сериале «Дикий ангел», который получил две награды Мартина Фиерро в 1999 и 2000 годах. В 2000-х годах она снялась ещё в нескольких сериалах и фильмах с небольшим успехом, но с ценными выступлениями. В 2002 году Мария сыграла в успешном сериале «Авантюристы», который получил несколько наград. В основном она играет злодеек и расчетливых материалисток.

## Фильмография

### Кино
- Операция Команда (1980)
- Пришел, если меньше (1984)
- Спасите себя, кто может (1984)
- Титаны на ринге наносят ответный удар (1984)
- Струи (1987)
- Женщины (1989)
- Тень уже скоро будет (1994)
- Плохое время (1998)
- Путь (2000)
- Дно моря (2003)
- Край времени (2005)
- Я одна (2007)
- Преследователь (2010)
- Предчувствие (2020)
- Приходи ко мне домой в это Рождество (2023)

### Телевидение
- Клуб 2 (1981)
- Научиться жить (1982)
- Любить дикаря (1983)
- Таблица новостей (1983/1988)
- Добиваться (1984)
- Только один человек (1985)
- Волк (1986)
- Из любви (1987)
- Миссия коммандос (1989)
- Семейное положение (1990)
- Друзья есть друзья (1990―1992)
- Мануэла (1991)
- Удар по доске (1992)
- Высокая комедия (1992)
- Моя жена и твой муж ... какая пара! (1993)
- У любви женское лицо (1993)
- Леандро Лейва, мечтатель (1995)
- Как горячие пирожки (1996-1997)
- Дикий ангел (1998)
- Общие иллюзии (2000)
- Авантюристы (2002)
- Маландры (2003)
- Любить тебя так, Боб. (2005)
- Украденные жизни (2008)
- Храбрецы (2009/2010)
- Моя любовь, моя любовь. (2012)
- Сердечные истории (2013)
- Современные конфликты (2015-2016)
- Меньшее зло (2015)
- Любить после любви (2017)
- Мэшап Калли (2017-2019)
- Сто дней, чтобы влюбиться (2018)
- Buenos Chicos (2023)